# Basilica romana minore di San Cristoforo
La basilica romana minore di San Cristoforo è il principale luogo di culto ubicato nella frazione di Canneto di Lipari.

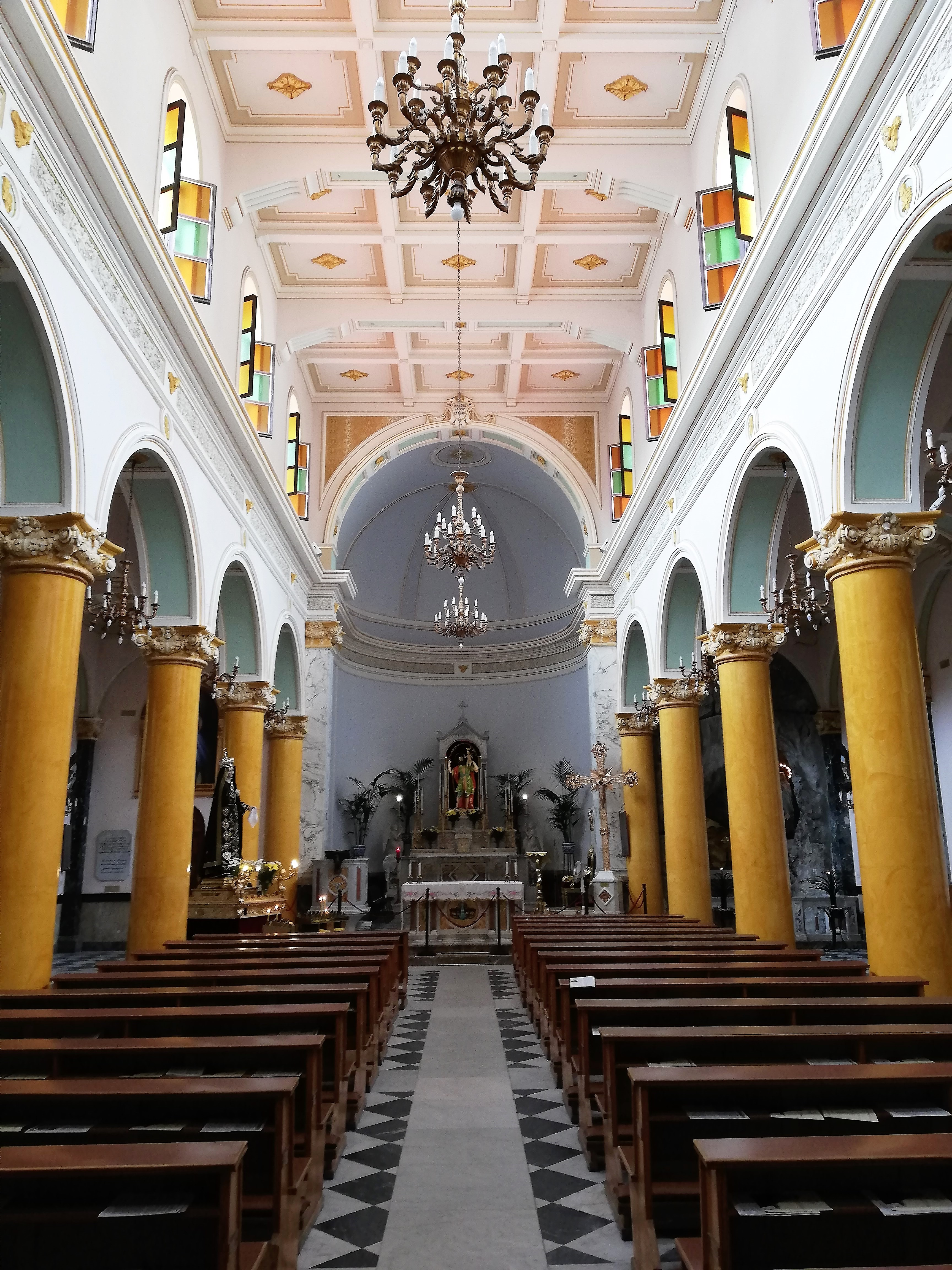
Navata

## Storia

### Epoca spagnola
Edificata nel 1596 come una piccola chiesetta, per opera e volere del vescovo Juan Pedro González de Mendoza con lo scopo di popolare una porzione di territorio e creare una comunità abitativa in una località disabitata.
All'epoca Canneto era denominata Baia della Calandra, zona insicura ed esposta agli attacchi barbareschi di marinerie corsare e pirata.

### Epoca unitaria
Con l'espansione del centro di Canneto si avvertì la necessità di un luogo di culto più spazioso e confortevole, pertanto la primitiva chiesa fu spostata dal sito ove sorgeva e, all'inizio del 1864 fu costruita nella posizione attuale e completata nel '900.

### Epoca contemporanea
Interamente rifatta, ingrandita ulteriormente e perfezionata tra il 1924 e il 1928, negli anni ha subito abbellimenti, ornamenti e decorazioni. Risale infatti al 1932 la costruzione della Cappella di Lourdes, nel 1950 si è provveduto a decorarne la navata centrale, nel 1955 è stato completato l'abbellimento delle navate laterali, nel 1958 la costruzione e decorazione della cantoria. I rivestimenti di marmo, i lampadari e i banchi risalgono agli anni '50. 
L'8 giugno 2003, con una solenne cerimonia, la chiesa fu consacrata alla presenza dell'allora arcivescovo Giovanni Marra. 
Nel 2004, papa Giovanni Paolo II concesse il titolo di basilica romana minore e in occasione dell'evento fu rifatto il prospetto. 
Nel 2006 furono collocate le statue dei santi Pietro e Paolo ai lati e quella di Cristo Redentore sulla sommità, manufatti benedetti a Roma da papa Benedetto XVI.

## Facciata
La facciata è costituita da due ordini con marcapiano tra loro raccordati da volute, sui cornicioni le iscrizioni "SAN CRISTOFORO - A. D. 1594 - BASILICA ROMANA MINORE - A. D. 2004". Il livello inferiore e tripartito per mezzo di paraste in funzione dei tre portali d'ingresso recanti sulle superfici superiori le insegne papali con il motto "TOTUS TUUS", lo stemma araldico della basilica, le insegne arcivescovili con galero e fioccature di 20 nappe di colore verde.
Il secondo livello comprende il solo vano centrale con finestrone centrale, raccordato e delimitato dalle statue raffiguranti i santi apostoli Pietro e Paolo. Un frontone con orologio chiude la prospettiva, sulla sommità la statua del Cristo Redentore, manufatti benedetti a Roma da papa Benedetto XVI.
Un piccolo sagrato balaustrato è raccordato alla sede stradale da tre gradini. La porzione di sede pedonalizzata presenta un caratteristico lastricato geometrico bicolore.
- Controfacciata:
  - Portalino destro: Iscrizione decreto elevazione a basilica minore di papa Giovanni Paolo II del 22 giugno 2004.
  - Portalino sinistro: Iscrizione decreto per le indulgenze plenarie di papa Benedetto XVI del 29 maggio 2006.

Decreto di Papa Joseph Ratzinger, Controfacciata, Decreto di Papa Karol Józef Wojtyła

## Interno

### Navata destra
- Prima campata: fonte battesimale, manufatto marmoreo.
- Seconda campata: nicchia parietale con statua raffigurante l'Immacolata Concezione e confessionale.
- Terza campata: nicchia parietale con statua raffigurante Sant'Antonio di Padova.
- Quarta campata: nicchia parietale con statua raffigurante Sant'Onofrio Anacoreta.
- Quinta campata: nicchia parietale con statua raffigurante la Madonna delle Grazie.
- Sesta campata: nicchia parietale con statua raffigurante l'Addolorata, unico esempio nel tempio di Madonna vestita o Vergine ammantata secondo i canoni di matrice iberica.

Parete navata destra

### Navata sinistra
- Prima campata: iscrizione marmorea dedicata a monsignore Gennaro Divola.
- Seconda campata: nicchia parietale con statua raffigurante Santa Rita da Cascia.
- Terza campata: nicchia parietale con statua raffigurante San Giuseppe.
- Quarta campata: nicchia parietale con statua raffigurante la Madonna della Catena.
- Quinta campata: nicchia parietale con statua raffigurante il Sacro Cuore di Gesù.
- Sacrestia.

Parete navata sinistra

## Presbiterio
- Absidiola destra: Cappella di Lourdes.

- Altare maggiore. L'altare versus absidem presenta un tempietto nella sopraelevazione, nella nicchia la scultura lignea raffigurante San Cristoforo risalente all'800.

Sacrestia, altare maggiore, Cappella di Lourdes

## Presbiteri
- Mons. Gennaro Divola
- Mons. Letterio Maiorana (dal 23 settembre 2015)

## Galleria d'immagini

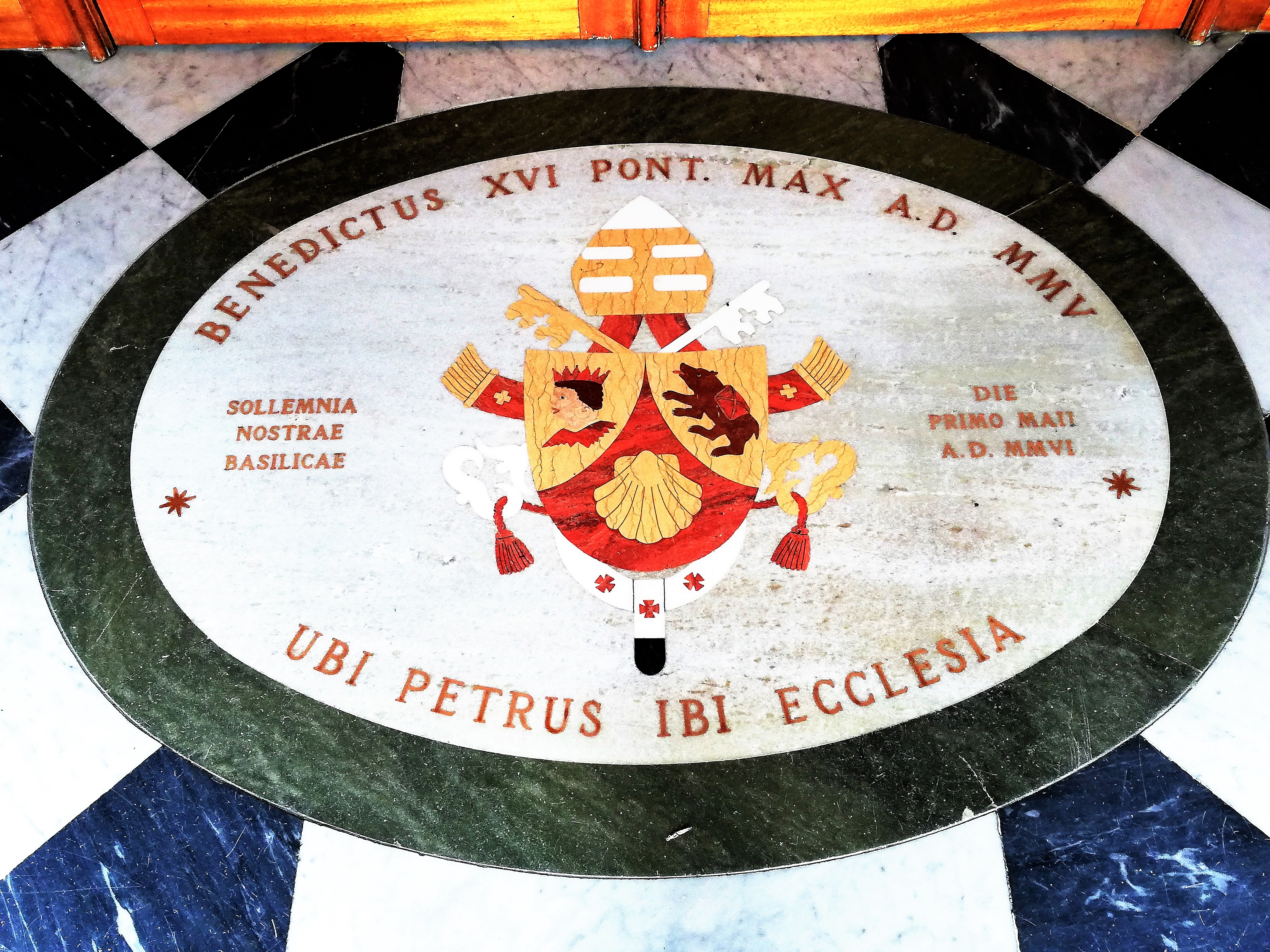
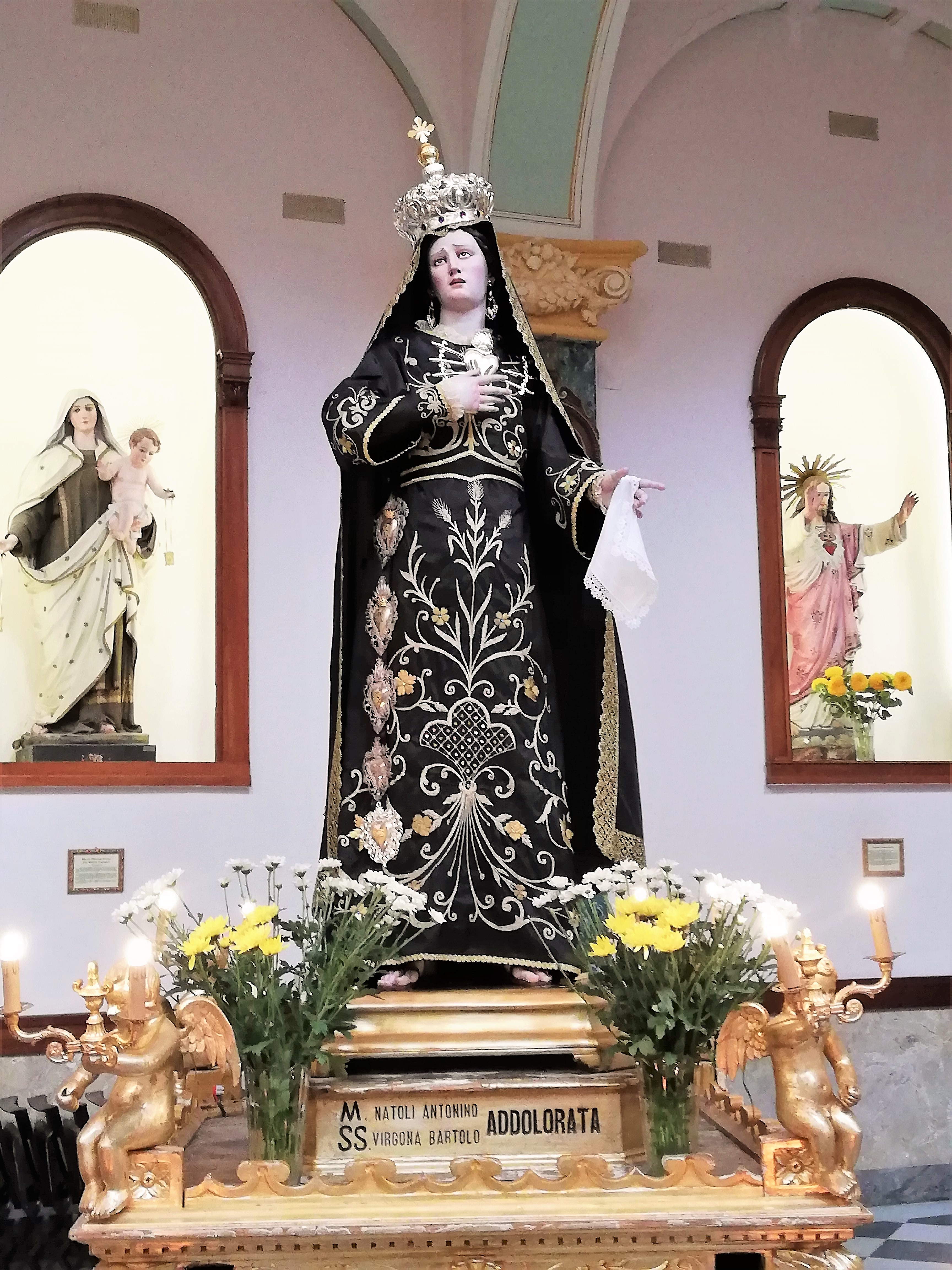
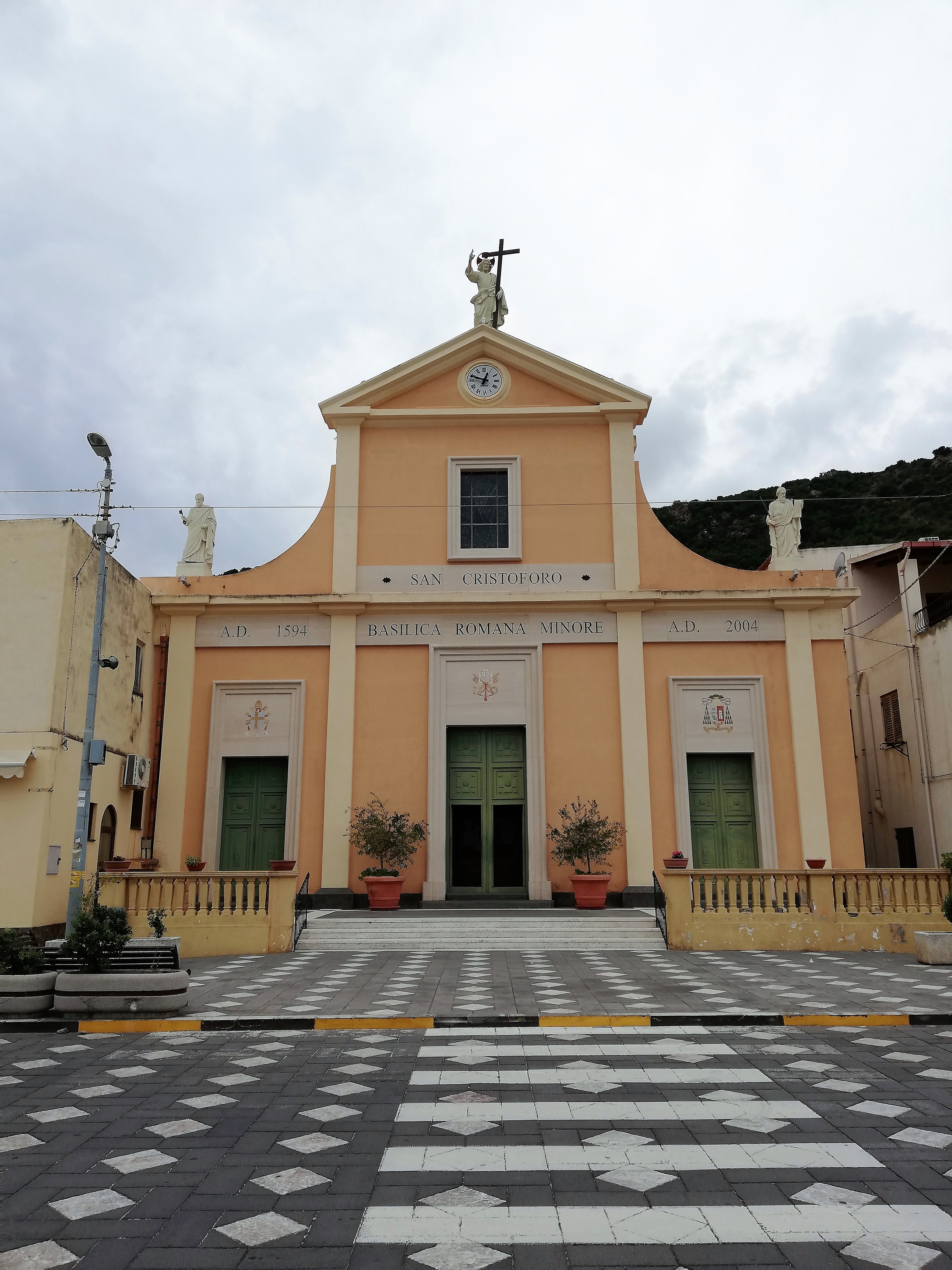
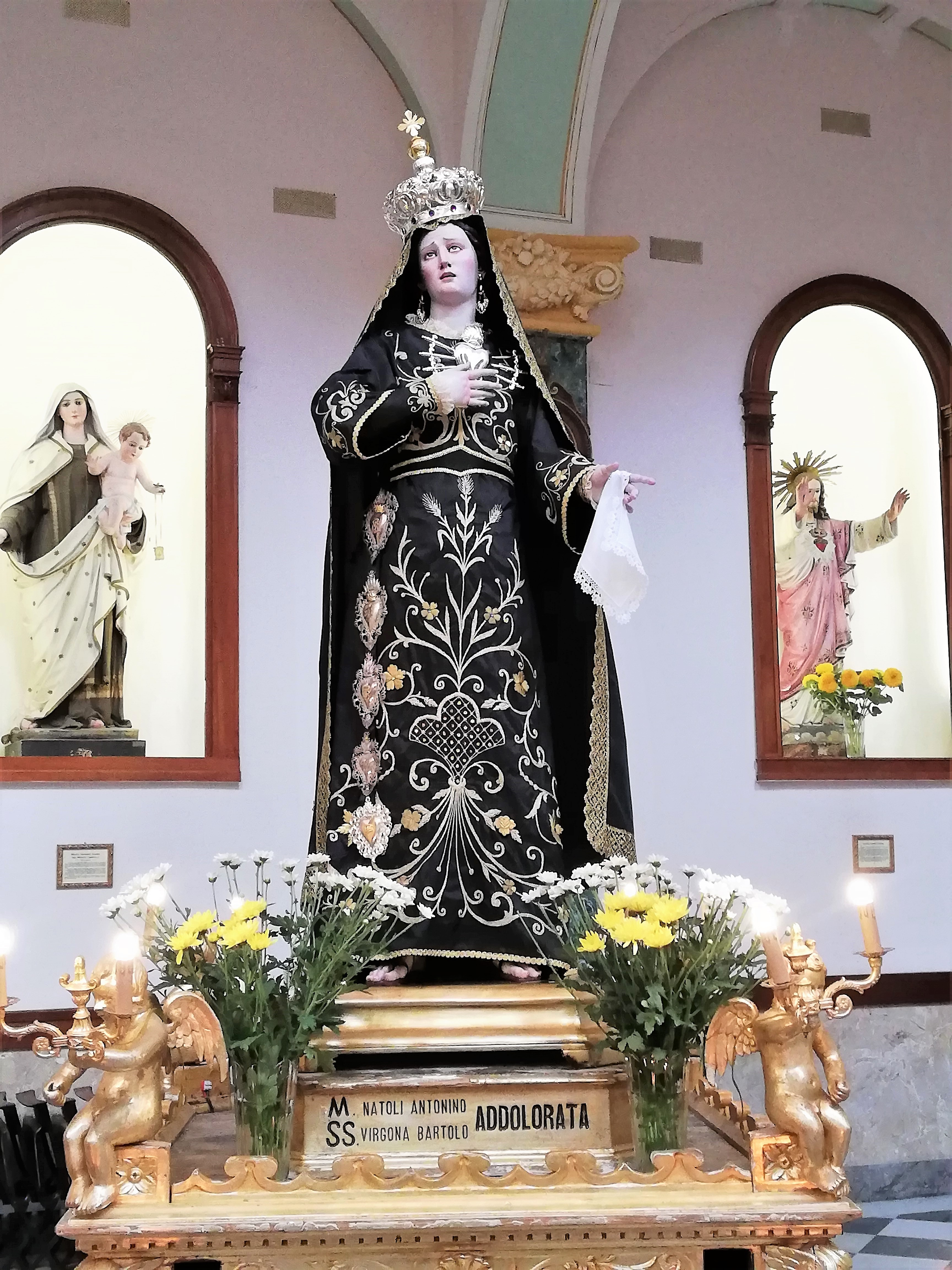
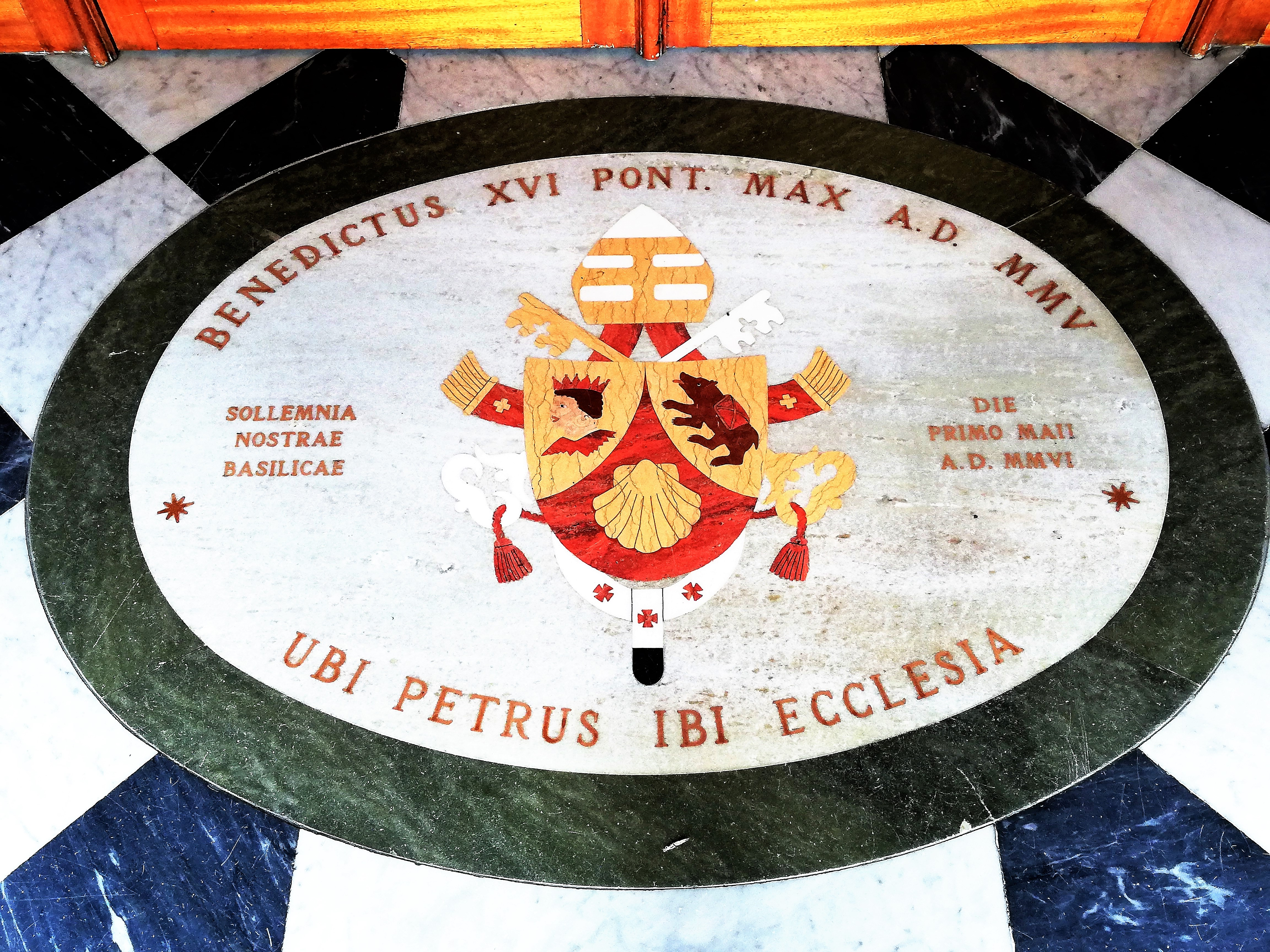

## Feste religiose
- 25 luglio, festa di San Cristoforo